# Ганс Томсен
Ганс Томсен (нім. Hans Thomsen; 14 вересня 1891, Гамбург — 31 жовтня 1968, Гамбург) — німецький дипломат. Кавалер Лицарського хреста Хреста Воєнних заслуг.

## Біографія
Здобув юридичну освіту в Гайдельберзькому та Боннському університетах. У 1913 році отримав звання доктора права Гайдельберзького університету. Томсен вільно володів сімома мовами, а його англійська з оксфордським акцентом вважалась досконалою. З 1915 року — референт. Учасник Першої світової війни, лейтенант 23-го драгунського полку. У 1917 році відряджений до складу посольства в Осло. З 1919 року — аташе в центральному апараті Імперського міністерства закордонних справ. У 1921-1923 роках — віце-консул в Мілані і Неаполі. З 1926 року — радник посольства. У 1932 році в ранзі вищого урядового радника перейшов в Імперську канцелярію. З 1933 року — міністерський радник, референт з питань зовнішньої політики Імперської канцелярії. Переконаний нацист. У 1938 році призначений в ранзі посланника в посольство у Вашингтоні. Після початку Другої світової війни уряди Німеччини та США відкликали своїх послів, але дипломатичні відносини розірвані не були. Офіційно посольство продовжував очолювати Ганс-Генріх Дікгофф, який знаходився в Берліні, а фактично всі справи вів Томсен, який був «повіреним в справах у Вашингтоні». Головним завданням Томсена було не допустити вступу США у війну. Для цього він вдавався в тому числі до підкупу конгресменів, фінансування письменників і сприяння комітету «Америка понад усе», щоб підтримати американських ізоляціоністів і утримати США від вступу у війну на боці Великої Британії. З іншого боку, Вільям Джозеф Донован запропоновував Томсену 1 мільйон доларів в обмін на публічне зречення від нацизму, проте той відмовився. 11 грудня 1941 року в своїй промові в рейхстазі Адольф Гітлер оголосив війну США, Томсен відкликав вірчі грамоти і відбув з Вашингтона. З 2 березня 1943 по травень 1945 року займав пост посла в Стокгольмі.
В 1953-66 роках — президент Німецького Червоного Хреста в Гамбурзі. З 1957 року — президент Англо-американського клубу. Окрім цього, Томсен був членом Юберзейського клубу, Американського товариства і Товариства Ранке.

## Сім'я
Був одружений з Аннелізою «Бебе» де Нім, сестрою генерал-майора Ганса Дітріха де Німа. Після Другої світової війни пара розлучилась, проте вони залишились близькими друзями.

## Нагороди
- Залізний хрест 2-го класу
- Медаль «За відвагу» (Гессен) (2 червня 1915)[3]
- Ганзейський Хрест (Гамбург)
- Нагрудний знак «За поранення» в чорному
- Почесний хрест ветерана війни з мечами
- Орден Корони Італії, великий хрест
- Почесний знак Німецького Червоного Хреста 1-го ступеня
- Хрест Воєнних заслуг
  - 2-го класу
  - 1-го класу (19 листопада 1941)[3]
- Лицарський хрест Хреста Воєнних заслуг (26 травня 1942)[3]
- Почесний президент гамбурзького земельного відділу Німецького Червоного Хреста (1966)